# 電費
電費（でんぴ）
- 電力量消費率[1] - 電力に関する効率を示す指標。「燃費、燃料消費率」におけるエネルギー源が電力であるもの。
- 電気自動車や電動オートバイ等における電力消費率。本項で詳述する。

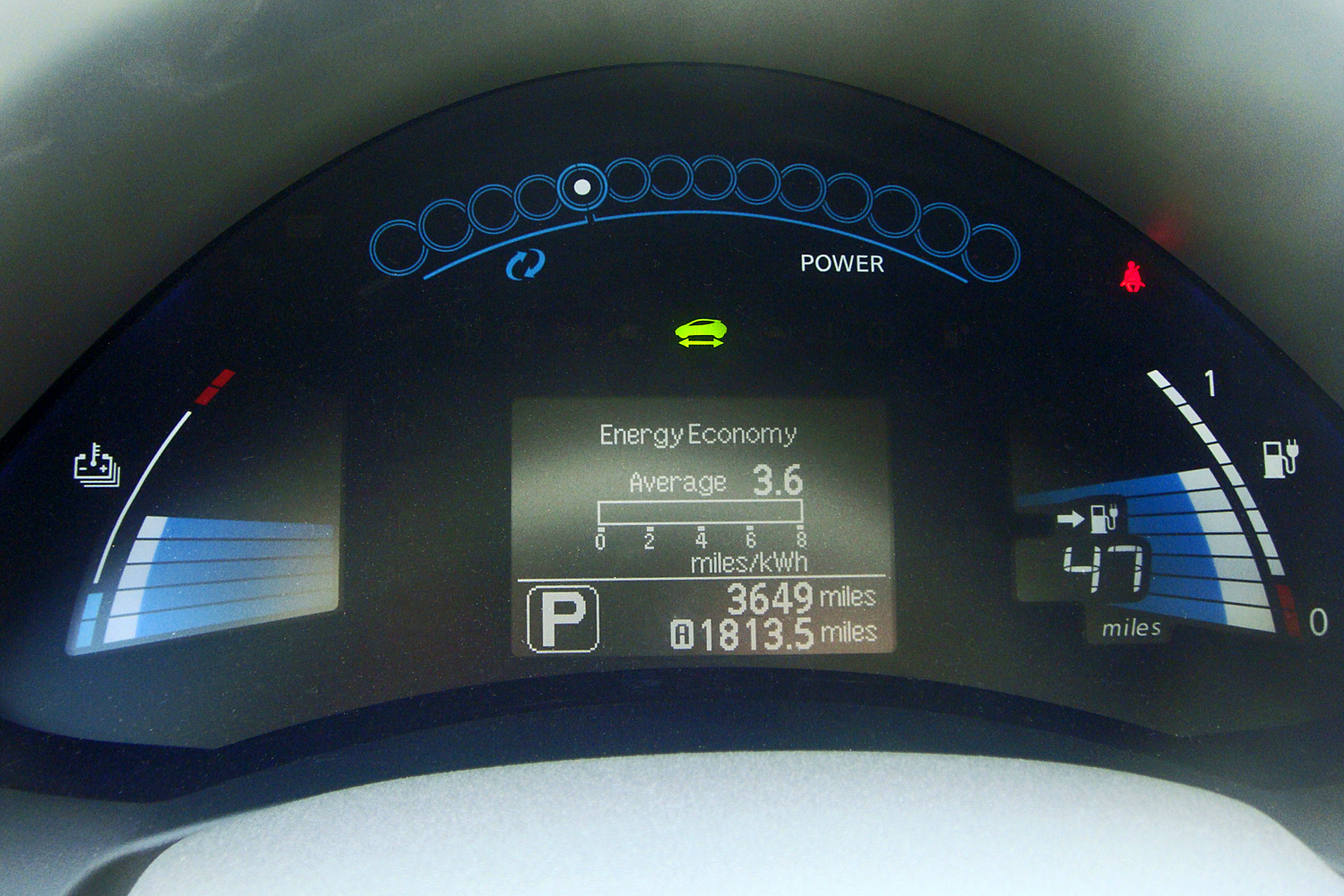
電気自動車の電費表示（マイル/kWh表示、日産・リーフ）

電費（でんぴ）は、電力エネルギー源（各種電源、バッテリなど）の単位容量あたりの走行距離、
もしくは一定の距離をどれだけの電力で走れるかを示す指標である。
燃費と同様に、使用する電力（電圧、電流、周波数）、タイヤ空気圧、路面状況、エンジンオイルの種類、
積載重量、走行パターンなどで変化する。

## 表記方法
電費は、走行距離と電力量の比で表される。
日本では電費においては、「km/kWh」が用いられることが多い。
（日本では燃費の単位に、「km/liter」が使用されることが多く、同じ比の取り方が理解されやすいため）